# Borneogryllacris plagiata
Borneogryllacris plagiata är en insektsart som först beskrevs av Walker, F. 1869.  Borneogryllacris plagiata ingår i släktet Borneogryllacris och familjen Gryllacrididae.

## Underarter
Arten delas in i följande underarter:
- B. p. plagiata
- B. p. peculiaris